# クレイジー・ハウス (ホテル)
クレイジー・ハウス (ベトナム語：Ngôi nhà quái dị、別名ハン・ガー・ゲストハウス（ベトナム語：Biệt thự Hằng Nga））は、ベトナムのダラットに所在する、型破りな設計のゲストハウスである。敷地面積は約1,600平方メートル。
1990年の開業以来、この建物はそのユニークな建築のために注目を集めてきた。当初は地元からの反発もあったが、現在ではダラットにおける観光名所のひとつに数えられている。

## 特徴
クレイジー・ハウスは、モスクワ大学で建築学の博士号を取得したベトナムの建築家ダン・ヴェト・ガーにより設計された。この建物は、複雑かつ有機的で、非直線的な形状を有している点に大きな特徴がある。建物全体のデザインは大木に類似しており、動物、キノコ、クモの巣、洞窟といった自然界のものの彫刻と組み合わされている。訪問者やマスメディアからは、この建物は「おとぎ話の家」と呼ばれてきた。またこの建物は表現主義建築であるといわれている。
ガーはこの建物の設計について、カタルーニャ人建築家アントニ・ガウディから、またダラットの街を取り巻く自然環境からインスピレーションを得たと説明している。またこの建物を訪れた者は、サルバドール・ダリやウォルト・ディズニーなどのアーティストの作品とこの建物の様々な類似点を比較してきた。

### 建築

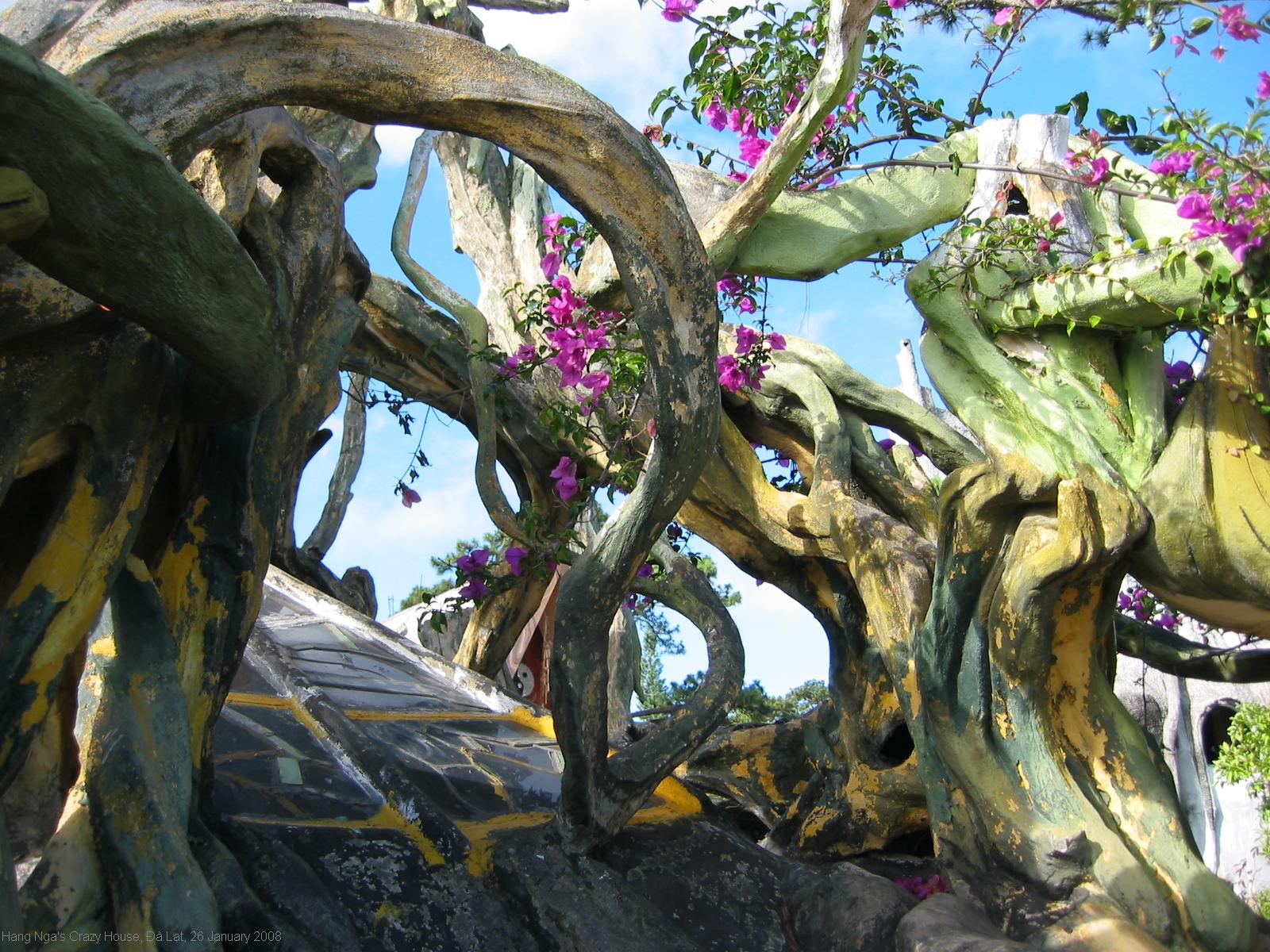
ゲストハウスの外装はねじれた有機的形態により装飾されている。

ガーは、詳細な設計図といった標準的な手法は用いず、絵を描き、専門家ではない地元の職人を雇って、そのような絵を建物へと転換させている。
建物全体を通じて直角になっている場所はほとんどなく、自然の形状を反映した複雑な有機的構造となっている。建物の外装は5階建てと同等の高さのバンヤンの木に似ており、不均等な形をした窓の開口部と、壁に沿って「成長し」、屋根を超えて空へと延びる枝のような構造物が設けられている。

### 内装

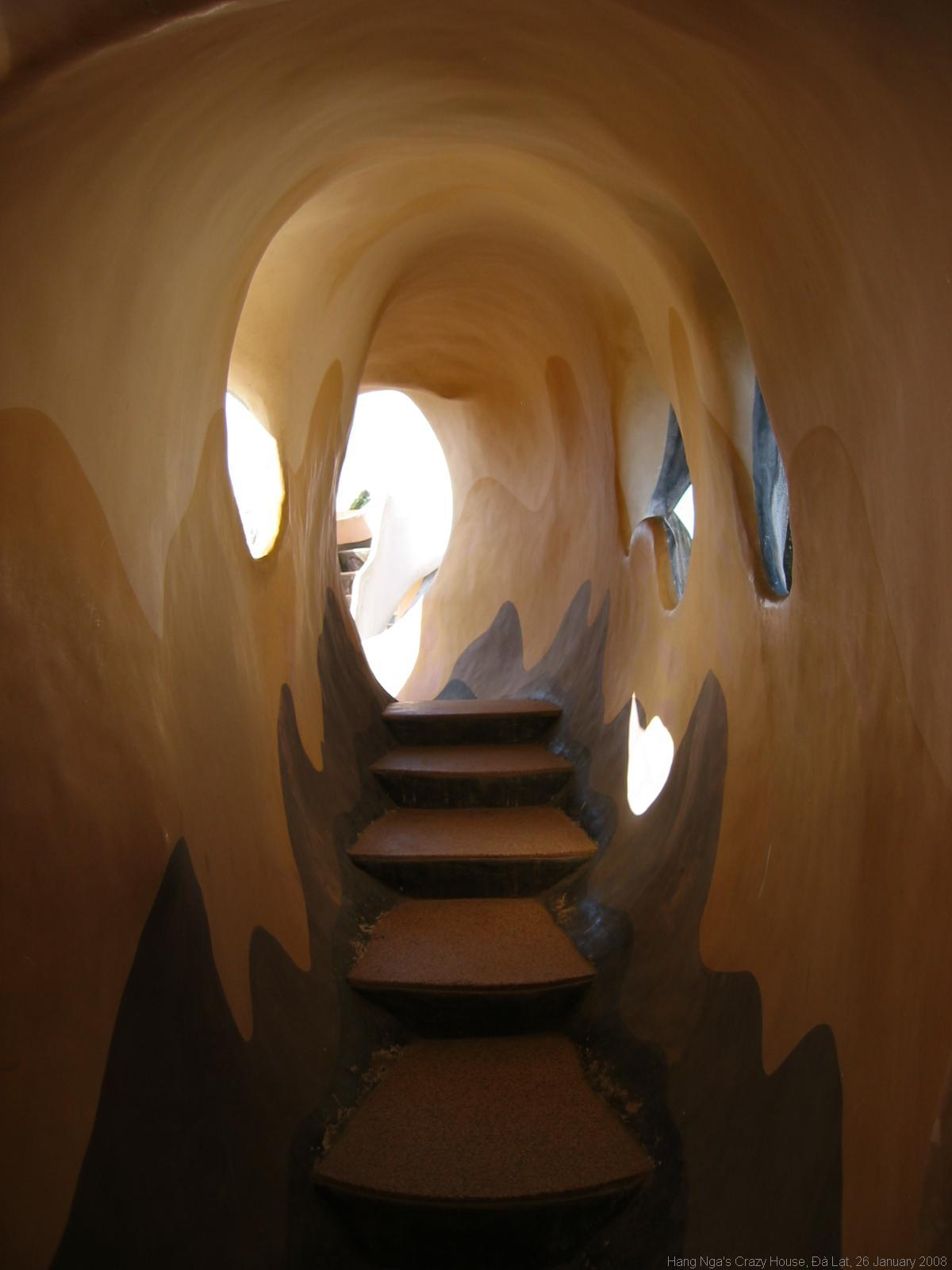
洞窟の形をした階段。

ゲストハウスにはテーマを有する客室が10室あり、それぞれひとつの動物がそのテーマとなっている。例えば、トラの部屋、タカの部屋、アリの部屋、カンガルーの部屋といったものであり、そのテーマにマッチする装飾が施されている。例えばトラの部屋の壁には、赤く光る眼をしたトラの装飾がなされており、カンガルーの部屋にはカンガルーの彫刻が設置されその腹部が暖炉となっており、タカの部屋の暖炉は巨大なタカの卵の形となっている。これらの部屋の多くはさらなる象徴性を有しており、動物のテーマは特定の国と結び付けられている。例えば、ガーはトラの部屋を「中国人の強さ」を示し、タカの部屋はアメリカ人のように「大きく強い」 ものであり、アリの部屋は「勤勉であり、また赤アリのように反撃することもある」ベトナム人を示すものだとしている。
部屋の中の家具は、部屋の非直線的で有機的な形状に合うよう手作りされており、時に部屋に造り付けとなっている。建物全体に施された石の装飾は、クマ、キリン、カエル、クモ、アリといった動物や、キノコ、クモの巣といった自然界のものをかたどっている。建物内部の階段や廊下は、地下の穴や洞窟に似せて設計されている。
また、建物内部には薄手の綿布を使った目立つ装飾も施されており、空間にキッチュまたはキャンプな雰囲気を与えている。

## 沿革
ガーは1983年にダラットに移住し、ダラット周辺の数々の建物を設計してきた。しかし、これらの建物の設計に際し、ガーは、自らの考えていたデザインを貫徹することができなかった。そこで、ガーは、自らのイメージ通りの建物を建築するため、個人のプロジェクトとしてこの建物を建築することとした。この建物を建築した背景には、人間は自然を利用しつくしたり破壊したりするのではなく自然に回帰すべきというガーの思いがあった。
建物の建築は1990年2月に開始し、その年のうちにいったん完成した。ガーは、この建物の建築のため、当時合計3千万ドン余りの負債を負っていた。その経済的負担の緩和を目的として、ガーはこの建物を拡張してゲストハウスとし、1990年後半には有料で訪問者に建物を公開することとした。

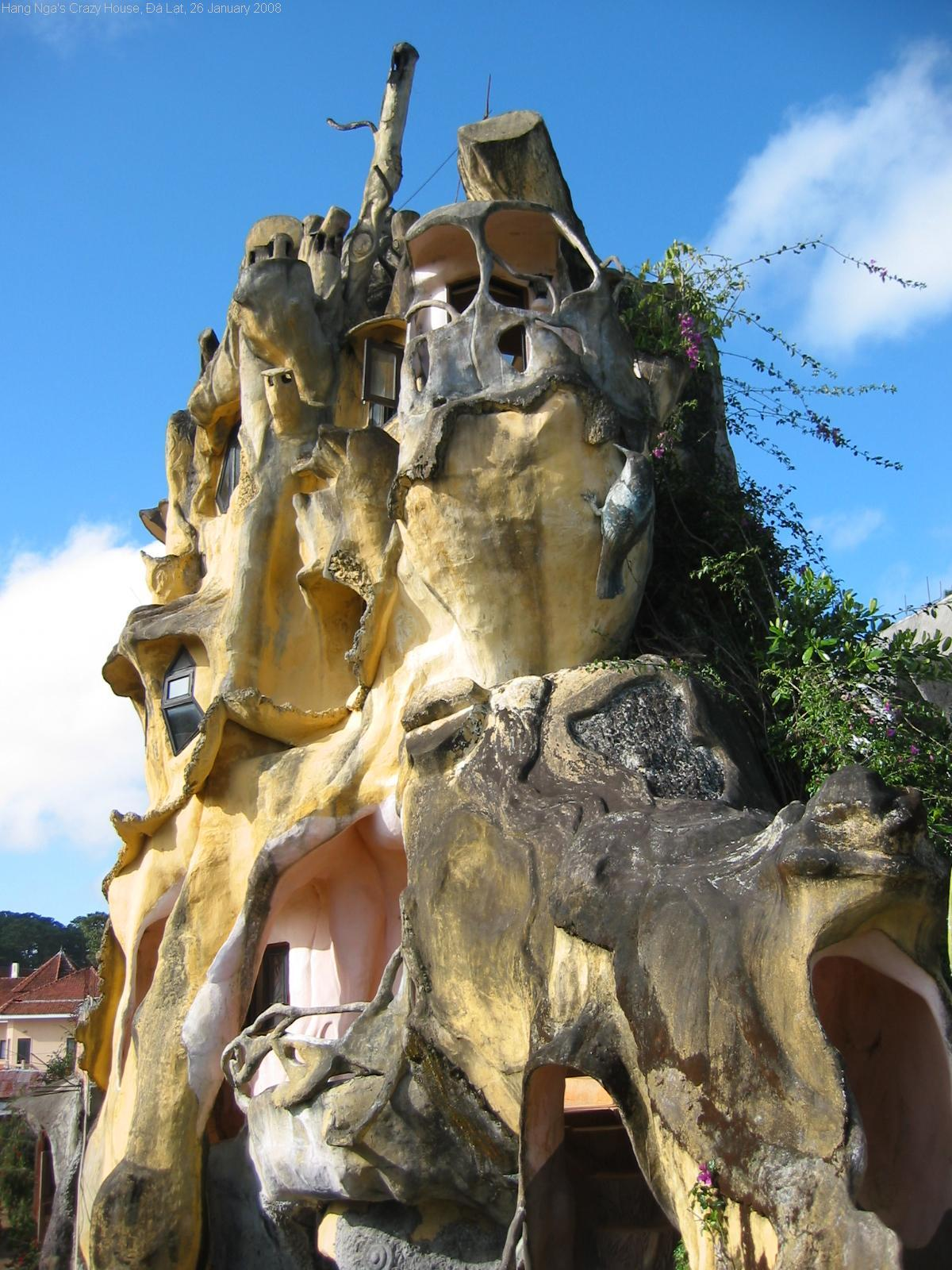
ゲストハウスの独特な建築に対する反応はさまざまであった。

クレイジー・ハウスは、1990年の開業当初から非常な注目と論争の的となり、批判および嘲笑から、公然とした称賛に至るまで、さまざまな反応があった。この建物には初期の訪問者らにより「クレイジー・ハウス」というあだ名がつけられ、ガーはすぐにこの名前を自身でも使うようになった。
訪問者らはこの建物を「勇気ある」「素晴らしい」「宇宙そのもの」と評し、一般的にこの建物に好意的な反応を示し、またガーのビジョンとこの建物への献身を称賛した。あるフランス人観光客は、以下のように述べている。
| 「 | 生命の意味を見せてくれてありがとう。クレイジー・ハウスは私を子供のころ、いろいろなものが純粋で自然であったころに戻してくれた。 | 」 |

ダラットの人民委員会を含む地元の当局は、長年にわたり、クレイジー・ハウスは行き当たりばったりであり、形状の美しさや構造の清廉さを欠いているという懸念を指摘して、この建物に反対してきた。しかし、2008年には、この建物はラムドン省の人民委員会より、芸術品として承認されるに至り、これはこの地域では初めてのことであった。
クレイジー・ハウスは多数の旅行ガイドブックにおいて取り上げられた。例えば『Frommer's Vietnam』の第3版は、このゲストハウスを「面白い、進化するポップアートの一作品」であり「楽しい訪問」としている。2009年には、中国の『人民日報』において、この建物が世界で最も「奇怪な」10の建物の一つに数えられている。